# Jan Neckář
Jan Neckář (ur. 28 listopada 1946, zm. 16 lutego 2018) – czechosłowacki zapaśnik walczący w stylu klasycznym. Olimpijczyk z Monachium 1972, gdzie zajął dziesiąte miejsce w kategorii 57 kg
Siedmiokrotny mistrz kraju, w latach 1969, 1971-1973 i 1975-1977.
- Turniej w Monachium 1972

Pokonał Wolfganga Radmachera z NRD, Otona Moschidisa z Grecji, Ali Laszkara z Maroka, a przegrał z Risto Björlinem z Finlandii.